# زاوية سيدي حيدة
زاوية سيدي حيدة أو قصر زاوية سيدي حيدة هو أحد قصور بلدية بودة بدائرة أدرار التابعة لولاية أدرار بالجنوب الغربي الجزائري

## التاريخ
تم تأسيس زاوية سيدي حيدة من قبل الولي الذي تحمل إسمه سنة 1633 م (1043/1042 هـ).

## السكان
يسكن هذه الزاوية عرب مرابطون من أولاد ملوك وقيل أنهم من الأمازيغ من ذرية أو من خدام الولي الصالح الشيخ سيدي بو سبع حجات مؤسس الزاوية، وينتهج سكان هذه الزاوية الطريقة الكرزازية.

## النشاط الفلاحي
يعمل أغلب سكان زاوية سيدي حيدة في الفلاحة التي يغلب عليها غرس النخيل ويستعمل السكان تقنية الفقارة لتوفير المياه للسقي، نجد بزاوية سيدي حيدة فقارة واحدة هي:
| إسم الفقارة | عدد الآبار |
| ----------- | ---------- |
| تربزو       | 400        |

## الأعلام
1. الشيخ سيدي الحاج أحمد أو سيدي حيدة بو سبع حجات: وهو ولي صالح له ضريح بزاوية سيدي حيدة وتقام له زيارة سنوية.[3]
2. سي محمد المبروك:أحد أعلام زاوية سيدي حيدة نهاية القرن التاسع عشر[2]